# Barbora Botošová
Barbora Botošová (18. srpna 1987, Bratislava) je houslistka, primáška, aranžérka a hudební lektorka. Působí ve vícero hudebních seskupeních, jako například Bohémiens, Women Rebels, EthnoJazz project a Barbora Botošová Band. V roce 2019 vydala debutové album Colors of my Soul. Pochází z rodiny hudebníků. Spolupracuje taktéž s organizací Divé maky, které podporují talentované romské děti.

## Mládí
Narodila se v Bratislavě do rodiny hudebníků. V jedenácti letech začala chodit do folklorního souboru Čečinka, kde byla primáškou. Studovala na konzervatoři a později na Vysoké škole múzických umění v Bratislavě v oboru hry na houslích, kde získala magisterský titul MgA.

## Působení v hudbě
V roce 2008, v průběhu studia na Vysoké škole múzických umění, založila svoje první hudební seskupení Bohémiens. Později působila v smyčcovém kvartetu Woman Rebels a v seskupení EthnoJazz project. Primárně se věnuje žánru world music vycházejícího z folklóru a ethno jazzu. Je primáškou skupiny Barbora Botošová Band, která tvoří hudbu v žánru world music. Tvoří také vlastní skladby a hudební aranžmá. Účinkovala na mnohých hudebních festivalech, jako například na Cross Culture Festival ve Varšavě a International Roma Day Festival 2019 v Belgii.

### Colors of my Soul
V roce 2019 vydala debutové album Colors of my Soul. Album obsahuje 9 skladeb s prvky lidové, jazzové a romské hudby. Ve skladbách figurují také prvky latino, swing, flamenco, balkánské a orchestrální hudby. Významnou skladbou v albu je píseň Znovuzrodenie. Na albu spolupracovali interpreti jako například Živko Vasilev z Bulharska, Agata Siemaszko z Polska, Marko Kukobat ze Srbska, Marco Pillo a Robert Vizvári.

## Tvorba
- Sad love valse (2014)
- Album Colors of my Soul (2019)
- Znovuzrodenie (2019)
- Devloro (2020)[1]